# José María Merino
José María Merino, španski pisatelj in pesnik, * 5. marec 1941, La Coruña, Galicija, Španija. 
Najbolj je znan po svojih romanih in kratkih zgodbah, piše tudi pesmi.

## Življenjepis
Pisateljev oče se je moral zaradi svojih republikanskih idej med vojno zateči v Galicijo, kjer se je José María Merino tudi rodil. Po vojni se je družina ustalila v Leónu. Že kot otrok je Merino pokazal zanimanje za literaturo. Študiral je pravo v Madridu. Delal je na ministrstvu za šolstvo in sodeloval pri Unescovih projektih. Leta 1972 je izdal svoje prvo delo, in sicer pesniško zbirko Sitio de Tarifa, njegov prvi roman pa je izšel leta 1976 z naslovom Novela de Andrés Choz. Med letoma 1987 in 1989 je vodil španski literarni center Ministrstva za kulturo, kasneje pa se je posvetil izključno literaturi. Poročen je z Mario del Carmen Norveto Laborda, profesorico poslovne ekonomije. Imata dve hčeri, Ano in Mario Merino. Maria je profesorica ustavnega prava, Ana pa je pesnica, dramatičarka, romanopiska in profesorica na univerzi.
Kot priznani avtor je leta 2008 postal član Španske kraljeve akademije. Za svoja dela je prejel več nagrad. Izvajal je tudi delavnice kreativnega pisanja in seminarje na različnih univerzah in šolah.

## Delo
Njegovo delo obsega predvsem prozo; romane, mladinske romane, kratke zgodbe, članke, literarne eseje, kritike. V slovenščino je prevedeno njegovo delo Nisem knjiga: vlaki poletja (prevod: Ferdinand Miklavc, založba Modrijan (COBISS)). Nisem knjiga: vlaki poletja je mladinski roman, ki govori o prijateljih, ki se med poletnimi počitnicami z vlakom odpravijo na potovanje po Evropi. A to ne poteka, kot so načrtovali, saj se na poti vlak nenadoma ustavi zaradi nenavadnega nebesnega pojava, ki njihove počitnice popolnoma spremeni. Znajdejo se v neznanem svetu, ki je sicer podoben njihovemu, ampak drugačen. Nihče jih ne razume, njihovega denarja ne sprejmejo nikjer, vse je drugače kot v resničnem življenju. Tudi znamenitosti posameznih mest se ne nahajajo tam, kjer bi se morale. Edina stvar, ki jih lahko reši iz tega sveta, je knjiga, ki pa ni samo knjiga. Tako lahko razumemo, kot da so knjige naše odrešenje oziroma pot do znanja, izkušenj in modrosti. Skozi delo lahko spremljamo tudi odraščanje glavnih likov v zgodbi, ki se na tem popotovanju spoprijemajo s svojimi največjimi strahovi in težavami.

## Druga dela

### Poezija
1. Sitio de Tarifa. (1972)
2. Cumpleaños lejos de casa (1973)
3. Mírame Medusa y otros poemas (1984)
4. Cumpleaños lejos de casa (2006)

### Romani
1. Novela de Andrés Choz (1976)
2. El caldero de oro (1981)
3. La orilla oscura (1985)
4. El oro de los sueños (1986)
5. La tierra del tiempo perdido (1987)
6. Las lágrimas del sol (1989)
7. El centro del aire (1991)
8. Las visiones de Lucrecia (1996)
9. Cuatro nocturnos (1999)
10. Los invisibles (2000)
11. El heredero (2003)
12. El lugar sin culpa (2006)
13. La sima (2009)
14. Las antiparras del poeta burlón(2010)
15. El río del Edén. (2013)

### Zgodbe
1. Cincuenta cuentos y una fábula. (1997)
2. La casa de los dos portales y otros cuentos (1999)
3. Cuentos (2000)
4. La glorieta de los fugitivos: Minificción completa (2007)
5. Las puertas de lo posible: cuentos de pasado mañana. (2008)
6. Historias del otro lugar. Cuentos reunidos, 1982-2004. (2010)
7. El libro de las horas contadas. (2011)

### Mladinska književnost
1. El oro de los sueños, La tierra del tiempo perdido y Las lágrimas del sol (1986 y 1989)
2. La edad de la aventura (1995)
3. El cuaderno de las hojas blancas (1996)
4. Regreso al cuaderno de hojas blancas (1997)
5. Nisem knjiga: vlaki poletja (No soy un libro 1997)

## Nagrade
1. Nagrada: Premio Novelas y Cuentos (1976)
2. Nagrada: Premio Nacional de la Crítica (1986)
3. Nagrada: Premio Nacional de literatura infantil y juvenil (1993)
4. Nagrada: Premio Miguel Delibes (1996)
5. Nagrada: Premio Torrente Ballester (2006)
6. Nagrada: Premio Salambó de Narrativa en castellano (2007)
7. Nagrada: Premio Castilla y León (2009)
8. Nagrada: Premio Fundación Germán Sánchez Ruipérez.(2009)
9. Nagrada: Premio Nacional de Narrativa (2013)
10. Nagrada: Premio de la Crítica de Castilla y León (2013)